# Lelaps paraguayensis
Lelaps paraguayensis is een vliesvleugelig insect uit de familie Pteromalidae. De wetenschappelijke naam is voor het eerst geldig gepubliceerd in 1912 door Girault.